# Кане-корсо
Ка́не-ко́рсо (итал. Cane corso italiano, буквально «корсиканская собака») — порода крупных собак из группы молоссов, происходящая из Апулии на юге Италии.

## История
Официальными предками кане-корсо и неаполитанских мастифов считаются древнеримские боевые собаки, использовавшиеся в качестве травильных собак-гладиаторов. Правда, в промежутке между распадом Римской империи и началом средневековья документы не упоминают о римских молоссах. 

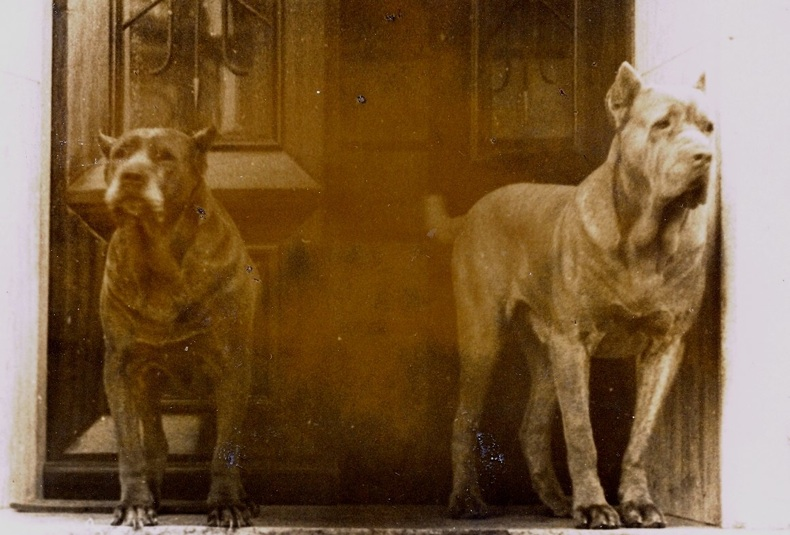
Старинная фотография корсо (слева) и неаполитанского мастифа

В течение Средних веков молоссы получили широкое распространение по всей Европе, о чём свидетельствуют многочисленные гравюры и полотна. Южноитальянские молоссы благодаря своей стойкости и бесстрашию в схватках с диким зверем стали объектом внимания художников и скульпторов Ренессанса. В Италии до сих пор употребляется выражение «храбрый, как корсо».
До Второй мировой войны кане-корсо охраняли фермы, стерегли скот и помогали при перегонах стада. Oни уже не охотились, но в сельской местности всегда было применение их крепким челюстям. Разведением корсо целенаправленно занимались горные бандиты — такие, как знаменитый в своё время Видзарро. Селяне также использовали их для обороны от войск Гарибальди.
В третьей четверти XX века, когда рухнула вековая система половничества и выпаса скота (mezzadria), кане-корсо стали редкими собаками и порода оказалась на грани исчезновения. Возрождением породы занялся Пабло Бребер, который в 1975 году после долгих поисков нашёл два чистопородных экземпляра: Алиот ди Ортанова (род. 1970) и Мирак (род. 1971). От них и было получено первое потомство, благодаря которому усилиями нескольких опытных энтузиастов-селекционеров удалось восстановить численность кане-корсо.
Любителями породы в 1983 году была создана ассоциация Societa Amatori Cane Corso (S.A.C.C.). Первой признала породу Итальянская кинологическая ассоциация (в 1994 году), за ней последовали другие национальные кинологические организации.

## Рабочие качества
Кане-корсо создавалась, прежде всего, как рабочая порода, и её морфологические характеристики отражают пригодность для работы. Эта порода ориентирована на защиту и охрану. Собаки сильные, выносливые и очень умные. У них врожденный защитный рефлекс, и они разделяют игру и реальную угрозу, без серьёзной причины или без команды кане-корсо не проявляет агрессии. Таким образом, это прекрасный телохранитель с врожденным чувством территории, бесстрашный и способный к принятию самостоятельных решений.
Это собака достаточно крупная, крепкая, мощная, элегантная, с ярко выраженной рельефной мускулатурой, крепким костяком, с сильными стройными конечностями.

## Внешний вид

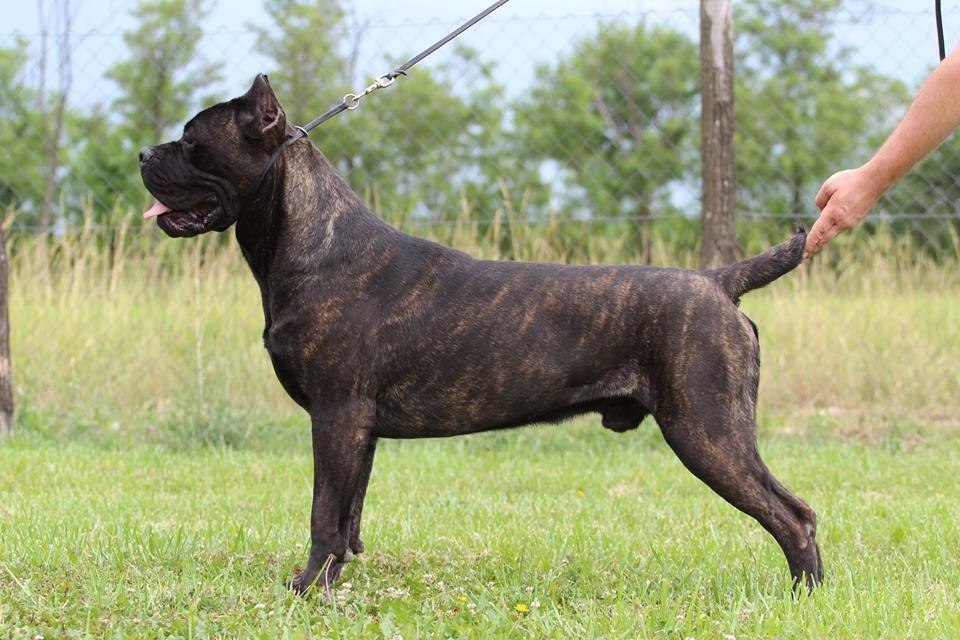
Кане корсо в выставочной стойке

Кане-корсо — большая, крепкая, сильная и элегантная собака. Высота в холке кобелей 64-68 см, при массе 45-50 кг; высота сук 60-64 см, а вес 40-45 кг.
Голова у породы крупная, её длина достигает 36% от высоты в холке. Морда вздёрнутая (влияние боксера, с которым скрещивали в 1980-х), череп широкий. Нос чёрный и большой с широкими ноздрями. Верхняя губа отвисшая и закрывает нижнюю челюсть (влияние неаполитанского мастифа, с которым скрещивали в 1980-х). Прикус стандартный с перекусом не более 5 мм. Глаза кане-корсо средние, овальные, выпуклые, как можно более тёмного цвета.
Шея крепкая и мускулистая, такой же длины, как и голова. Корпус удлиненный, холка выраженная, спина ровная и очень мускулистая и крепкая. Грудь очень хорошо развитая, достигает локтей. Посажен достаточно высоко, очень толстый в основании.
Плечи длинные и косые, мускулистые, кости крепкие, запястья и пясти гибкие, передние лапы кошачьи. Бедра широкие и длинные, выпуклые, голени крепкие, не толстые, скакательные суставы с умеренно выраженными углами сочленений. Плюсны толстые и жилистые, задние лапы менее компактные, чем передние. Широкий шаг, размашистая рысь.

### Купирование хвоста и ушей
Согласно стандарту FCI, хвост кане-корсо должен быть естественной длины, UKC и AKC разрешает купировать хвост до четвертого позвонка. Хвост естественной длины доходит до скакательного сустава.
Уши по стандарту FCI (равно, как и хвост) не купируются, а по стандарту UKC и AKC можно купировать в форме равнобедренного треугольника. Некупированные уши висячие, треугольной формы.

### Шерсть и окрас
Кожа толстая и плотно прилегающая. Шерсть короткая, очень густая и блестящая, со слабым подшёрстком. Окрас чёрный, свинцово-серый, шиферно-серый, светло-серый, светло-рыжий, муругий, тёмно-рыжий, тигровый (полосы на разного тона рыжем или сером). У рыжих и тигровых собак чёрная или серая маска на морде не должна заходить за линию глаз. Небольшая белая отметина на груди, кончиках лап и спинке носа допускаются.